# Charles Wright Mills

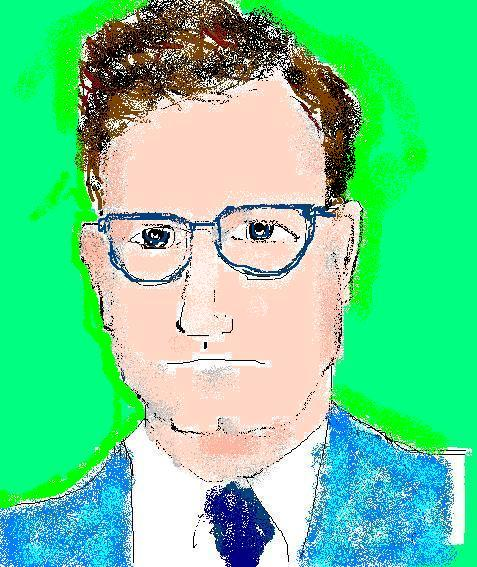
Tekening van Charles Wright Mills

Charles Wright Mills (Waco (Texas), 28 augustus 1916 – Nyack (New York), 20 maart 1962) was een Amerikaanse socioloog.

## Biografie
Mills was van Engelse en Ierse afkomst. Hij studeerde aan de Universiteit van Texas. In 1939 kreeg hij daar een research fellowship. Hij behaalde er zijn PhD in sociologie en antropologie. Hij werd in 1941 associate professor in sociologie aan de Universiteit van Maryland, toen hij een Guggenheim fellowship kreeg. Tot aan zijn dood (in 1962) was hij hoogleraar aan de Columbia-universiteit.
Mills was een zeer kritische, maatschappelijk geëngageerde socioloog die ageerde tegen de manier waarop sociologie in de vijftiger jaren in Amerika werd bedreven. Hij stelde dat deze tekortschoot ten aanzien van haar sociale verantwoordelijkheid, de belangrijkste plicht van de sociologie. De wetenschapsman dient zich bewust te zijn van zijn morele verantwoordelijkheid voor de maatschappelijke consequenties van zijn onderzoek. Mills bepleitte onder andere dat sociale wetenschappers het publiek kritischer tegenover de overheid moesten maken. Dit kan onder meer gebeuren door het stimuleren van de oprichting van nieuwe vrijwillige organisaties die invloed moeten proberen te krijgen op de besluitvorming van de machtselite. In dit verband viel hij vakgenoten met de zogenoemde grand theories zoals Parsons en Lazarsfeld hard aan.
Zeer actueel in 2005 was onder andere zijn in 1963 postuum verschenen essay Conservatisme in Amerika dat is opgenomen in zijn bundel Macht en Mensen waarin Mills de historische en ideologische achtergronden van de huidige populaire neoconservatieve bewegingen aangeeft.
Enkele boeken van hem zijn:
- 1951: White Collar. The American Middle Classes
- 1953: Character and Social Structure
- 1956: The Power Elite
- 1958: The Causes of World War III
- 1959: The Sociological Imagination (De sociologische visie - Aula, 1963)
- 1960: Listen Yankee. The Revolution in Cuba
- 1962: The Marxists (postuum gepubliceerd)
- 1963: Power, Politics and People (Macht en mensen, Kritische bibliotheek, van Gennep)

Samen met H.H. Gerth vertaalde en redigeerde hij het standaardwerk: From Max Weber Essays in Sociology.